# NGC 881
NGC 881 é uma galáxia espiral (Sc) localizada na direcção da constelação de Cetus. Possui uma declinação de -06° 38' 22" e uma ascensão recta de 2 horas, 18 minutos e 45,3 segundos.
A galáxia NGC 881 foi descoberta em 10 de Setembro de 1785 por William Herschel.